# Melun
Melun [məˈlœ̃] ist eine französische Stadt mit 43.685 Einwohnern (Stand 1. Januar 2022) in der Region Île-de-France. Sie ist Präfektur des Départements Seine-et-Marne.

## Lage
Die Stadt liegt 50 km südöstlich von Paris, 16 km von Fontainebleau, 100 km von Chartres und 100 km von Orléans an der Seine, in die hier ihr Zufluss Almont in einen Nebenarm einmündet.

## Geschichte
Die Siedlung lag zunächst auf einer Insel der Seine. Caesar erwähnt die Siedlung Melun (lat. Meluneum) in seinen Aufzeichnungen über den Gallischen Krieg. Er schreibt von einer alten bedeutenden Siedlung. Die Normannen plünderten die Stadt im Jahre 845.
Elisabeth von Melun durfte im 10. Jahrhundert nach dem Tod ihres Ehemanns Aimon von Corbeil eine neue Ehe eingehen, sofern die Elisabeth gehörenden Festungen Melun und Corbeil einem Vertrauten des Königs übergeben würden. Die Wahl fiel auf Burchard den Ehrwürdigen, Graf von Vendôme und einen der engsten Vertrauten Hugo Capets, der Elisabeths Vater Fulcrad zu seinem Vizegrafen in Vendôme ernannte. Allerdings nahm König Robert II., Hugo Capets Sohn und Nachfolger, die Stadt 999 wieder an sich, und verkaufte sie später an Graf Odo II. von Blois.

### Alte Familien und Häuser
- Das erste Haus wurde durch Josselin I. begründet, Markgraf von Melun, der im Range eines Fürsten am Hofe von Hugo Capet lebte sowie sein Sohn König Robert II. 998 wurde das Dorf Noisy-le-Sec an das Kloster von Saint-Maur-des-Fossés übergeben. Josselin I. ließ sich selbst ordinieren und starb dort am 19. März 998 oder 999. Am 26. Februar 999 annektierte Josselin I. von Meluns Enkel Manasses, unterstützt durch Odo, dem Grafen von Chartres, und dem Bürgermeister von Melun, das strategisch bedeutsame Flussschloss und das Dorf. König Robert besiegte mit seinen Heerführern Bouchard und Herve die Verschwörer. Odo und der Bürgermeister wurden gehängt. Überlieferungen über den Verbleib von Manasses sind verloren.
- Herve, Markgraf von Melun, lebte noch 1030 nach den Aufzeichnungen in den Mirakeln von Saint Liesne. Er war der Vater von Ursion.
- Ursion I. war der Vater von Guillaume I.
- Guillaume I., Markgraf von Melun, wurde auch „Sargtischler“ genannt, da keine gegnerische Waffe seinen Schlägen standhalten konnte. Guillaume nahm am Deutschen Kreuzzug von 1096 teil. Er war der Vater von Ursion II. von Melun.

### Neuere Geschichte
Bei Melun ereignete 1913 sich die folgenschwere Flankenfahrt eines Schnellzuges in einen Postzug, wobei mindestens 40 Menschen starben. 

## Verkehr
Melun ist durch die Bahnstrecke Paris–Marseille auch mit dem Pariser Gare de Lyon verbunden.
Einige Kilometer nördlich von Melun ist der Flugplatz Melun-Villaroche.

## Sehenswürdigkeiten
Siehe auch: Liste der Monuments historiques in Melun
- Die Stiftskirche Collégiale Notre-Dame aus dem 11. Jahrhundert auf der Insel Saint Etienne
- Das Schloss Vaux-le-Vicomte mit seinem Schlosspark ist ein kleinerer Vorgänger der Palastanlagen von Versailles. Das Schloss und der Schlosspark wurden 1656–1661 im klassizistischen Barockstil errichtet.
- Die katholische Pfarrkirche St-Aspais wurde im 15. Jahrhundert errichtet und besitzt Bleiglasfenster aus der Renaissance.

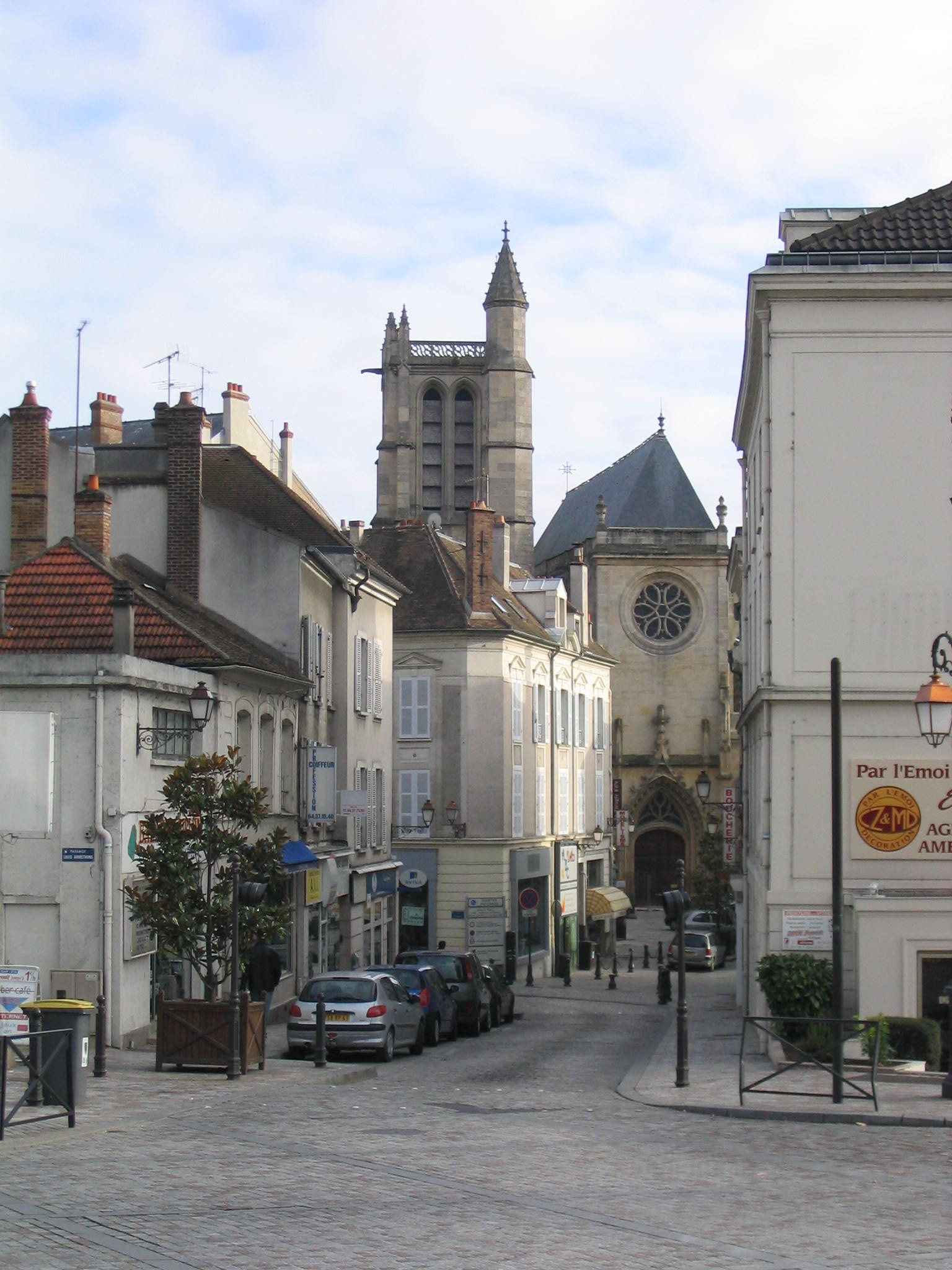
Rue du Miroir, im Stadtteil Saint-Aspais

- Priorat Saint-Sauveur, erbaut im 11. Jahrhundert
- Hôtel de Ville, erbaut in den 1840er Jahren
- Musée d’Art et d’Histoire de Melun
- Die Offiziersschule der Gendarmerie nationale hat ihren Sitz in Melun.
- Gefängnis Melun

## Persönlichkeiten

### Söhne und Töchter der Stadt
- Jacques Amyot (1513–1593), Schriftsteller und Theologe
- François Langot (≈ 1640–1680), Zeichner und Kupferstecher
- Charles Claude Jacquinot (1772–1848), General der Kavallerie
- Louis-Antoine Beaunier (1779–1835), Ingenieur und Mineraloge
- Adolphe Robert (1833–1899), politischer Aktivist, Journalist, Historiker und Biograf
- Bernard Chevry (1922–2019), Medienunternehmer und Filmproduzent
- Tony Torrilhon (* 1931), Kupferstecher und Holzbildhauer
- Karl-Armin Tröger (1931–2019), deutscher Geologe, Stratigraph und Hochschullehrer
- Delphine Réau (* 1973), Sportschützin
- Jean-David Bernard (* 1977), Ruderer
- Franck Gastambide (* 1978), Darsteller, Filmregisseur und Drehbuchautor
- Chimène Badi (* 1982), Sängerin
- Jean-Baptiste Djebbari (* 1982), Politiker
- Benoît Sinner (* 1984), Radrennfahrer
- Willy Boly (* 1991), Fußballspieler
- Romain Cardis (* 1992), Radrennfahrer
- Jérémie Bela (* 1993), angolanisch-französischer Fußballspieler
- Marc-Aurèle Caillard (* 1994), Fußballspieler
- Valentin Houinato (* 1996), beninisch-französischer Judoka
- Aymeric Minne (* 1997), Handballspieler
- Sarah Madeleine (* 1998), Mittelstreckenläuferin
- Oumar Solet (* 2000), Fußballspieler
- Bryan Teixeira (* 2000), Fußballspieler
- Manon Léonard (* 2001), Tennisspielerin

### Personen mit Beziehung zur Stadt
- Robert von Melun (≈1100–1167), britischer Philosoph und Theologe, der hier in den 1140er Jahren lehrte
- Anna Gavalda (* 1970), Schriftstellerin und Journalistin; lebt in Melun

## Städtepartnerschaften
- Stuttgart-Vaihingen, Deutschland, seit 8. Mai 1985
- Spelthorne, Bezirk von London, Vereinigtes Königreich, seit 8. Mai 1990
- Crema, Italien seit 1991
- Ouidah, Bénin seit 2003